# Sylwia Matysik
Sylwia Matysik (ur. 20 maja 1997 roku w Wolsztynie) – polska piłkarka, występująca na pozycji pomocniczki.

## Kariera
Zawodniczka grę w piłkę nożną rozpoczynała w drużynie Orkan Chorzemin. Następnie reprezentowała Grom Wolsztyn, a od 2010 do 2015 roku grała w zespole juniorskim Medyka Konin. Na rozegranych w czerwcu 2013 roku Mistrzostwach Europy do lat 17 zdobyła wraz z reprezentacją Polski U-17 złote medale. Wraz z rozpoczęciem sezonu 2015/2016 została piłkarką KS AZS Wrocław. Po zakończeniu sezonu 2016/17 przeszła do Górnika Łęczna. W maju 2020 podpisała dwuletni kontrakt z Bayer Leverkusen.
W sezonie 2017/18 pomogła Górnikowi Łęczna wywalczyć jego i zarazem swój pierwszy tytuł Mistrza Polski (na trzy kolejki przed końcem rozgrywek, kiedy to Górnik w 24 kolejce pokonał u siebie ASZ PWSZ Wałbrzych 2:1) oraz Puchar Polski, gdzie w finale łęcznianki wygrały z Czarnymi Sosnowiec 3:1.
Po zakończeniu sezonu 2019/20 przeszła do Bayeru Leverkusen, z którym związała się dwuletnią umową. Została powołana na EURO 2025.

## Sukcesy
- Mistrzyni Polski (2017/18, 2018/19, 2019/20)
- Zdobywczyni Pucharu Polski (2017/18, 2019/20)